# Maddalena di Brandeburgo
Maddalena di Hohenzollern (Berlino, 7 gennaio 1582 – Darmstadt, 4 maggio 1616) è stata una principessa tedesca della dinastia Hohenzollern.

## Biografia
Era figlia del principe elettore del Brandeburgo Giovanni Giorgio. Nacque dal matrimonio tra il principe e la sua terza moglie, Elisabetta di Anhalt-Zerbst. Prima di lei era nato solo Cristiano di Brandeburgo-Bayreuth, che diverrà Margravio di Brandeburgo-Kulmbach.

## Matrimonio
Sposò senza eccessivi sfarzi, poco dopo la morte del padre, il 5 giugno 1598 a Berlino, il langravio Luigi V d'Assia-Darmstadt (1577-1627), cui era stata fidanzata l'anno prima.
Maddalena e Luigi V ebbero i seguenti figli:
- Elisabetta Maddalena (23 aprile 1600–9 giugno 1624), sposò il Ludovico Federico di Württemberg-Mömpelgard;
- Anna Eleonora di Assia-Darmstadt (30 luglio 1601–6 maggio 1659), sposò Giorgio di Brunswick-Lüneburg;
- Sofia Agnese (12 gennaio 1604–8 settembre 1664);
- Giorgio (17 marzo 1605–11 giugno 1661);
- Giuliana (14 aprile 1606–15 gennaio 1659);
- Amalia (20 giugno 1607–11 settembre 1627);
- Giovanni (17 giugno 1609-1 aprile 1651), Langravio d'Assia-Braubach;
- Enrico (1 aprile 1612–21 ottobre 1629);
- Edvige (22 giugno 1613–2 marzo 1614);
- Luigi (12 settembre 1614–16 settembre 1614);
- Federico (28 febbraio 1616–19 febbraio 1682).

## Morte
Maddalena morì poco dopo la sua partecipazione al Fürstentag di Naumburg nel 1616 e fu sepolta nella Chiesa di Darmstadt. La morte della moglie sconvolse Luigi a tal punto da indurlo a compiere un pellegrinaggio in Terra santa nel 1618-1619, cosa che fece sospettare che egli intendesse convertirsi al cattolicesimo.
Maddalena lasciò alla Biblioteca dell'Assia molti volumi di storia e di tematica teologica.

## Ascendenza
|                                 |                             |                           | Genitori                    |  |  | Nonni |  |  | Bisnonni                    |  |  | Trisnonni                 |  |
|                                 |                             |                           |                             |  |  |       |  |  | Gioacchino I di Brandeburgo |  |  | Giovanni I di Brandeburgo |  |
|                                 |                             |                           |                             |  |  |       |  |  | Gioacchino I di Brandeburgo |  |  | Giovanni I di Brandeburgo |  |
|                                 |                             | Elisabetta di Danimarca   |                             |  |  |       |  |  | Gioacchino I di Brandeburgo |  |  |                           |  |
| Gioacchino II di Brandeburgo    |                             |                           |                             |  |  |       |  |  | Gioacchino I di Brandeburgo |  |  |                           |  |
|                                 |                             | Elisabetta di Danimarca   | Giovanni di Danimarca       |  |  |       |  |  |                             |  |  |                           |  |
|                                 |                             | Elisabetta di Danimarca   | Giovanni di Danimarca       |  |  |       |  |  |                             |  |  |                           |  |
|                                 |                             | Elisabetta di Danimarca   | Cristina di Sassonia        |  |  |       |  |  |                             |  |  |                           |  |
| Giovanni Giorgio di Brandeburgo |                             | Elisabetta di Danimarca   |                             |  |  |       |  |  |                             |  |  |                           |  |
|                                 |                             | Giorgio di Sassonia       | Alberto III di Sassonia     |  |  |       |  |  |                             |  |  |                           |  |
|                                 |                             | Giorgio di Sassonia       | Alberto III di Sassonia     |  |  |       |  |  |                             |  |  |                           |  |
|                                 |                             | Giorgio di Sassonia       | Sidonia di Boemia           |  |  |       |  |  |                             |  |  |                           |  |
| Maddalena di Sassonia           |                             | Giorgio di Sassonia       |                             |  |  |       |  |  |                             |  |  |                           |  |
|                                 |                             | Barbara Jagellona         | Casimiro IV di Polonia      |  |  |       |  |  |                             |  |  |                           |  |
|                                 |                             | Barbara Jagellona         | Casimiro IV di Polonia      |  |  |       |  |  |                             |  |  |                           |  |
|                                 |                             | Barbara Jagellona         | Elisabetta d'Asburgo        |  |  |       |  |  |                             |  |  |                           |  |
| Maddalena di Brandeburgo        |                             | Barbara Jagellona         |                             |  |  |       |  |  |                             |  |  |                           |  |
|                                 | Giovanni V di Anhalt-Zerbst | …                         |                             |  |  |       |  |  |                             |  |  |                           |  |
|                                 | Giovanni V di Anhalt-Zerbst | …                         |                             |  |  |       |  |  |                             |  |  |                           |  |
|                                 | Giovanni V di Anhalt-Zerbst | …                         |                             |  |  |       |  |  |                             |  |  |                           |  |
| Gioacchino Ernesto di Anhalt    | Giovanni V di Anhalt-Zerbst |                           |                             |  |  |       |  |  |                             |  |  |                           |  |
|                                 |                             | Margherita di Brandeburgo | Gioacchino I di Brandeburgo |  |  |       |  |  |                             |  |  |                           |  |
|                                 |                             | Margherita di Brandeburgo | Gioacchino I di Brandeburgo |  |  |       |  |  |                             |  |  |                           |  |
|                                 |                             | Margherita di Brandeburgo | Elisabetta di Danimarca     |  |  |       |  |  |                             |  |  |                           |  |
| Elisabetta di Anhalt-Zerbst     |                             | Margherita di Brandeburgo |                             |  |  |       |  |  |                             |  |  |                           |  |
|                                 |                             | Wolfgang von Barby        | …                           |  |  |       |  |  |                             |  |  |                           |  |
|                                 |                             | Wolfgang von Barby        | …                           |  |  |       |  |  |                             |  |  |                           |  |
|                                 |                             | Wolfgang von Barby        | …                           |  |  |       |  |  |                             |  |  |                           |  |
| Agnese di Barby                 |                             | Wolfgang von Barby        |                             |  |  |       |  |  |                             |  |  |                           |  |
|                                 |                             | …                         | …                           |  |  |       |  |  |                             |  |  |                           |  |
|                                 |                             | …                         | …                           |  |  |       |  |  |                             |  |  |                           |  |
|                                 |                             | …                         | …                           |  |  |       |  |  |                             |  |  |                           |  |
|                                 |                             | …                         |                             |  |  |       |  |  |                             |  |  |                           |  |